# 연수구의회
연수구의회는 인천광역시 연수구 지역을 관할하는 기초의회이다.